# Nescafé

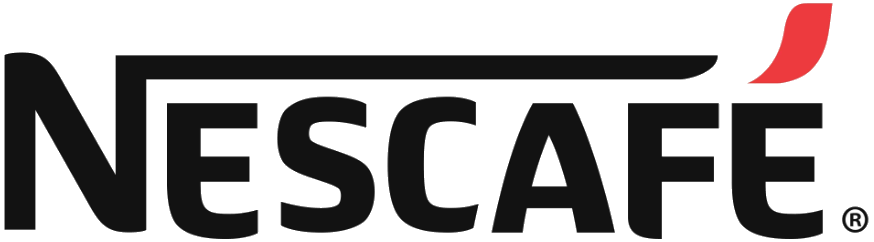
Logo

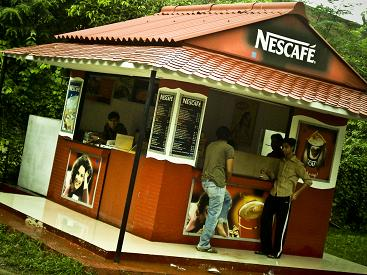
Nescafé-verkooppunt in Delhi

Nescafé is een merk oploskoffie van het Zwitserse bedrijf Nestlé. De naam is een porte-manteau van de woorden "Nestlé" en "café". De koffie in poedervorm werd voor het eerst gemaakt in 1938 nadat door Max Morgenthaler zeven jaar aan de ontwikkeling ervan gewerkt was.

## Geschiedenis
In de ontwikkelingsfase werd overwogen de oploskoffie in tabletvorm op de markt te brengen, maar uiteindelijk koos men voor poeder. De eerste poederkoffie werd in een fabriek in Orbe in Zwitserland gemaakt, later produceerde men ook in Frankrijk, Groot-Brittannië en de Verenigde Staten. Vanaf 1967 levert het bedrijf Nescafé vooral in korrelvorm. Korrels lossen gemakkelijker op en smaken minder snel bitter. Sinds 1970 zijn er meerdere smaken op de markt.
Gedurende de jaren vijftig en zestig van de twintigste eeuw werd iedere instantkoffie in de wandeling vaak Nescafé genoemd. In de Verenigde Staten verving Nestlé de productnaam door Taster's Choice, maar kwam daar later weer op terug. Sinds 2003 heet de oploskoffie daar Nescafé Taster's Choice.